# Geoplana ubaquensis
Geoplana ubaquensis is een platworm (Platyhelminthes). De worm is tweeslachtig. De soort leeft in of nabij zoet water.
Het geslacht Geoplana, waarin de platworm wordt geplaatst, wordt tot de familie Geoplanidae gerekend. De wetenschappelijke naam van de soort werd voor het eerst geldig gepubliceerd in 1914 door de Zwitserse parasitoloog Otto Fuhrmann. Het is een van de nieuwe soorten die hij verzamelde op zijn expeditie samen met Eugène Mayor naar Colombia in 1910. De soort is genoemd naar de vindplaats, Ubaque in de Colombiaanse Andes (2200 m hoogte).
Fuhrmann verzamelde twee exemplaren, die 20 mm lang waren, 2,5 mm breed en 1 mm dik. De rug heeft een donkere kastanjebruine kleur die begrensd wordt door een zwarte rand. Aan de buitenzijde is een dunne okerkleurige rand.